# Ялина (заповідне урочище)
Яли́на — заповідне урочище місцевого значення в Україні. Розташована в межах Турківського району Львівської області, на південь від села Верхнє Висоцьке. 
Площа 6,3 га. Заснована рішенням Львівської облради від 9.10.1984 року, № 495. Перебуває у віданні ДП «Боринський лісгосп» (Либохорівське лісництво, кв. 41). 
Створена з метою збереження цілісного ландшафту з високопродуктивним еталонним насадженням смереки природного походження. Заповідне урочище розташоване в межах Стрийсько-Сянської Верховини.